# Гуди (окръг Пафос)
Гудѝ (на гръцки: Γουδί) е село в Кипър, окръг Пафос. Според статистическата служба на Република Кипър през 2001 г. селото има 145 жители.
Намира се на 6 км южно от Полис.